# 拉尔夫·埃文斯 (帆船运动员)
拉尔夫·埃文斯（英語：Ralph Evans，1924年2月7日—2000年7月23日），生于纽约，美国男子帆船运动员。他曾代表美国参加1948年夏季奥林匹克运动会帆船比赛，获得一枚银牌。他于2000年在達里安去世。